# Karel Míšek

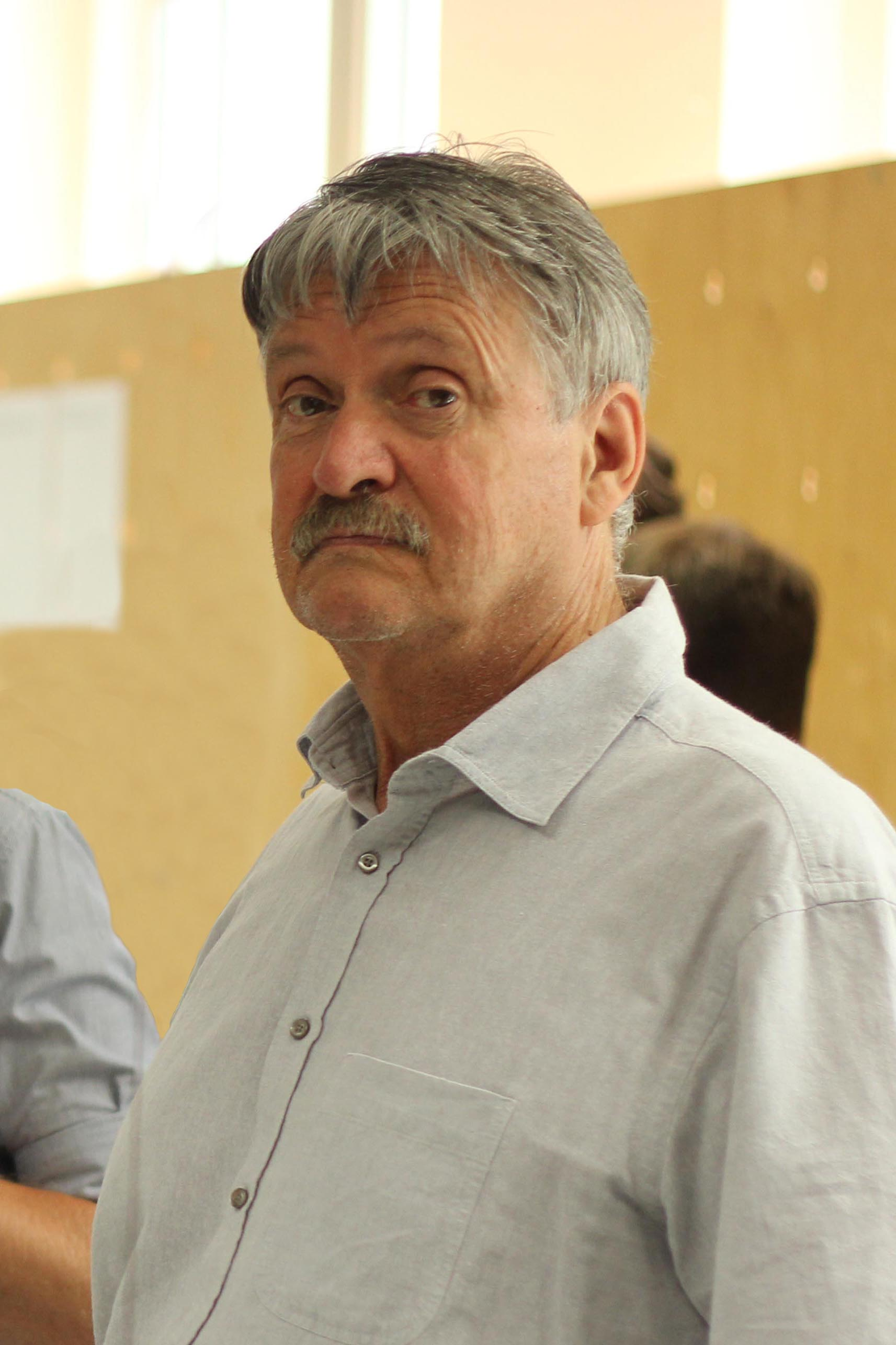
Karel Míšek

Karel Míšek (* 1945) ist ein tschechischer Designer und Illustrator.
Misek studierte an der Prager Hochschule für industrielle Kunst und an der Akademie der bildenden Kunst in Warschau. In den 1970er Jahren arbeitete er für das Nationaltheater Prag. Seit 1994 ist er Leiter des Ateliers des graphischen Designs an der Fakultät für angewandte Kunst der Jan Evangelista Purkyně-Universität Ústí nad Labem und Vorsitzender des akademischen Senats der Fakultät.

## Werke
Misek gestaltet Plakate, Programme sowie merkantile Drucksachen für große Theater und Orchester in Tschechien und für bedeutende Musikfestivals, daneben aber auch Bücherillustrationen. Er konnte seine Werke inzwischen über 30-mal im Ausland ausstellen, darunter zweimal in Israel, über einhundert seiner Werke wurden von Sammlungen und Museen erworben.
| Personendaten    | Personendaten                          |
| ---------------- | -------------------------------------- |
| NAME             | Míšek, Karel                           |
| KURZBESCHREIBUNG | tschechischer Designer und Illustrator |
| GEBURTSDATUM     | 1945                                   |